# Digdat
Digdat (* 10. November 1999 in London; eigentlich Nathan Tokosi), auch bekannt als Darren Diggs, ist ein englischer Drill-Rapper. 2018 hatte er seinen Durchbruch mit dem Song Airforce.

## Biografie
Nathan Tokosi alias Digdat wuchs im Londoner Bezirk Lewisham auf. Als er 13 Jahre alt war, soll er zu fünf Jahren Gefängnis verurteilt worden sein. Er rappt über seine Haftzeit, macht aber sonst keine weiteren konkreten Angaben. Mit 20 Jahren trat er mit ersten Rapaufnahmen in Erscheinung.
2018 trat er im YouTube-Channel GRM Daily’s mit dem Song Airforce auf und erreichte millionenfache Abrufe. Die Singleaufnahme mit K Trap und zusätzlich ein Remix mit Krept & Konan stieg in den britischen Charts bis auf Platz 20, was die höchste Platzierung für einen Drill-Song bedeutete. Er brachte ihm auch eine Goldene Schallplatte.
Im Jahr darauf war er regelmäßig in den Singlecharts vertreten und hatte mit Guten Tag mit Hardy Caprio und New Dior mit D-Block Europe zwei weitere Top-20-Hits. Anfang 2020 folgte dann sein Debütalbum Ei8ht Mile, mit dem er auf Platz 12 der Albumcharts einstieg. Der Titelsong, bei dem er Unterstützung von Aitch aus Manchester hatte, brachte ihn erstmals in die Top 10.
Danach machte er sich rar, bevor er ein Jahr später das zweite Album Pain Built folgen ließ. Damit konnte er aber nicht an den Erfolg anknüpfen: Die Singleauskopplung How High erreichte lediglich eine niedrige Chartplatzierung, das Album verpasste die Charts. Auch in der Folge kehrte er nicht mehr in die Hitlisten zurück.
Im Februar 2024 wurde er wegen Mordversuchs und illegalen Waffenbesitzes angeklagt.

## Diskografie

### Alben
| Jahr | Titel      | Höchstplatzierung, Gesamtwochen, AuszeichnungChartsChartplatzierungen (Jahr, Titel, Platzierungen, Wochen, Auszeichnungen, Anmerkungen) | Anmerkungen |
| Jahr | Titel      | UK | Anmerkungen |
| ---- | ---------- | --- | ----------- |
| 2020 | Ei8ht Mile | UK12 (4 Wo.)UK |             |

### Lieder
| Jahr | Titel Interpreten                                | Höchstplatzierung, Gesamtwochen, AuszeichnungChartsChartplatzierungen (Jahr, Titel, Interpreten, Platzierungen, Wochen, Auszeichnungen, Anmerkungen) | Anmerkungen |
| Jahr | Titel Interpreten                                | UK | Anmerkungen |
| ---- | ------------------------------------------------ | --- | ----------- |
| 2018 | Airforce Digdat featuring K Trap / Krept & Konan | UK20 Gold · (8 Wo.)UK |             |
| 2019 | No Cap Digdat & Loski                            | UK51 (3 Wo.)UK |             |
| 2019 | Guten Tag Hardy Caprio & Digdat                  | UK18 Platin · (11 Wo.)UK |             |
| 2019 | New Dior Digdat featuring D-Block Europe         | UK16 Silber · (11 Wo.)UK |             |
| 2020 | 8 Style II                                       | UK71 (2 Wo.)UK |             |
| 2020 | Ei8ht Mile Digdat featuring Aitch                | UK9 Silber · (9 Wo.)UK |             |
| 2021 | How High                                         | UK90 (1 Wo.)UK |             |

Gastbeiträge

| Jahr | Titel Interpreten                                         | Höchstplatzierung, Gesamtwochen, AuszeichnungChartsChartplatzierungen (Jahr, Titel, Interpreten, Platzierungen, Wochen, Auszeichnungen, Anmerkungen) | Anmerkungen |
| Jahr | Titel Interpreten                                         | UK | Anmerkungen |
| ---- | --------------------------------------------------------- | --- | ----------- |
| 2019 | Friday Kenny Allstar featuring Digdat                     | UK62 (2 Wo.)UK |             |
| 2019 | Change Deno featuring Digdat                              | UK53 (3 Wo.)UK |             |
| 2020 | 808 Da Beatfreakz featuring Dutchavelli, Digdat & B Young | UK20 (7 Wo.)UK |             |